# 시기즈문트 크르지자놉스키
시기즈문트 도미니코비치 크르지자놉스키(러시아어: Сигизму́нд Домини́кович Кржижано́вский, 폴란드어: Zygmunt Krzyżanowski 지그문트 크시자노프스키[*], 1887년 2월 11일~1950년 12월 28일)는 러시아와 소련의 단편소설 작가이다. 키예프의 폴란드계 가정에서 태어났다.